# Cédric Hountondji
Cédric Hountondji (Toulouse, 19 april 1994) is een Frans voetballer die bij voorkeur als centrale verdediger  speelt. Hij stroomde in 2013 door vanuit de jeugd van Stade Rennais.

## Clubcarrière
Hountondji komt uit de jeugdopleiding van Stade Rennais. Hij werd in de voorbereiding op het seizoen 2013/14 bij het eerste elftal gehaald. Op 17 augustus 2013 debuteerde hij in de Ligue 1, tegen OGC Nice. Hij speelde de volledige wedstrijd. Stade Rennais verloor de uitwedstrijd met 2-1.
1 Barazza ·
3 Cufré ·
4 Chanot  ·
6 Sands ·
7 A. Morales ·
10 S. Rodríguez ·
11 Pereira ·
13 Martins ·
17 Pellegrini ·
18 McFarlane ·
19 Segal ·
20 Ledezma ·
21 Jasson ·
22 O'Toole ·
24 Gray ·
25 Mizell ·
27 Jiménez ·
29 Carrizo ·
30 Owusu ·
33 Benalcázar ·
34 Turnbull ·
35 Ilenic ·
43 Magno ·
49 Freese ·
55 Parks ·
80 Haak ·
93 Alfaro ·
Coach: Cushing